# Rodolfo Alanís Boyzo
Rodolfo Alanis Boyzo (Zitácuaro, Michoacán, 23 de febrero de 1956)  historiador, investigador, escritor y servidor público mexicano; Licenciado en Historia por la Facultad de Humanidades de la Universidad Autónoma del Estado de México y Maestro en Administración Pública, por la Facultad de Ciencias Políticas y Administración Pública de la propia UAEM. Autor de siete libros de investigación histórica y más de 180 artículos publicados en boletines, memorias, periódicos y revistas especializadas, relacionados con la historia, la administración pública y la administración de documentos. Ha sido profesor en la Universidad Autónoma del Estado de México desde 1977 y tiene 41 años ininterrumpidos de servicio público en el Gobierno del Estado de México.

## Datos Biográficos
Licenciado en Historia y maestro en Administración Pública por la Universidad Autónoma del Estado de México (UAEMéx). Durante 41 años, su actividad profesional ha comprendido la administración de documentos, el servicio público, la docencia y la investigación histórica. En el estado de México ha sido titular de 13 dependencias relacionadas con la administración de documentos, como el Archivo General del Estado (AGEM), el Centro General de Documentación y Análisis, la Subdirección de Patrimonio Documental y, actualmente la Dirección de Administración y Servicios Documentales.
Se ha desempeñado como catedrático por más de tres décadas en la UAEMéx, así como numerosos cursos, talleres, seminarios y diplomados a nivel estatal y nacional relacionados con la organización, valoración y selección de acervos documentales en archivos de gestión, concentración e históricos.
A nivel estatal, nacional e internacional ha sido ponente, conferenciante y asistente en más de 130 eventos académicos, como reuniones, congresos, mesas redondas, seminarios, cursos, conferencias y foros relacionados con la administración de documentos y la historia.
Es autor de siete libros y más de 180 artículos publicados en boletines, revistas especializadas, memorias y periódicos, así como coordinador general de más de 70 números de publicaciones relacionadas con aspectos históricos, de archivística y de administración pública.
Por su labor como estudiante, servidor público, investigador y documentalista, ha recibido más de veinte premios, reconocimientos y distinciones por parte del Gobierno del Estado de México, la UAEMéx y el Archivo General de la Nación (AGN).
Fungió como coordinador del Consejo Nacional de Archivos, máximo órgano rector del Sistema Nacional de Archivos de México, y como presidente del Comité Técnico Nacional de Archivos Estatales del Poder Ejecutivo del Estado de México.

## Reconocimientos y distinciones
- Elaboración de Estudios, Investigaciones o Iniciativas Valiosas para el Gobierno del Estado de México. G.E.M. 2º lugar. 1985 y 1986.
- Premio sobre la Vida y Obra del Doctor Gustavo Baz Prada. G.E.M. 2º lugar, 1989.
- Presea “Ignacio Manuel Altamirano” al mérito universitario, por haber obtenido el más alto promedio en los estudios de maestría en administración pública. UAEM. 1992.
- Diploma del Comité de la Institución “Los Mejores Estudiantes de México”. 1992.
- Mención Nacional al Mérito Archivístico. A.G.N. 1993.
- Ejemplar trayectoria y desempeño profesional en la archivística nacional, por 22 años de servicio. A.G.N. 1995.
- Certamen “IAPEM 1994”. Mención Honorífica. 1995.
- Premio “Carlos de Sigüenza y Góngora” 1994/1995. Academia Mexicana de Archivos Históricos, A.C. 1996.
- Primer Concurso Estatal de Historia Municipal. G.E.M. 1996.
- Reconocimiento por 25 años de servicio. Sistema Estatal de Documentación. 1999.
- Reconocimiento por su perseverante actividad personal e institucional dedicada a los archivos de México, A.G.N., 2000.
- Reconocimiento por su importante participación en el desarrollo e implantación del Sistema de Calidad del Archivo General del Poder Ejecutivo. 2001.
- Reconocimiento por 25 años de trayectoria académica. Universidad Autónoma del Estado de México. 2003.
- Diploma por 30 años de servicio en la Administración Pública Estatal. Gobierno del Estado de México. 2004.

## Libros
- El Estado de México durante la Revolución Mexicana (1985)
- Historia de la Revolución en el Estado de México (1987)
- Los Zapatistas en el Poder (1987)
- La Administración Pública Constitucionalista en el Estado de México (1989)
- Gustavo Baz Prada. Vida y Obra (1994)
- La Administración Pública de la Educación en el Estado de México (1996)
- Historia de la Revolución en el Estado de México (1910-1915) (2010)